# Cephalotes conspersus
Cephalotes conspersus é uma espécie de inseto do gênero Cephalotes, pertencente à família Formicidae.